# Ethel (Missouri)
Ethel – miasto w Stanach Zjednoczonych, w stanie Missouri, w hrabstwie Macon.